# Metropolitan Life Insurance Company Tower
Metropolitan Life Insurance Company Tower – nowojorski wieżowiec, stojący przy rogu Madison Avenue i 23rd Street pod adresem 1 Madison Avenue – w dzielnicy Flatiron Dictrict na obszarze Midtown Manhattan.
Wybudowany w latach 1907–1909 według projektu firmy Napoleon LeBrun & Sons, autorstwa Piera LeBruna i Michela LeBruna. Wysoki na 213 m (700 stóp), od chwili ukończenia do 1913 roku był najwyższym budynkiem na świecie. W latach 1960-61 wieżę poddano intensywnej przebudowie, podczas której zdarto większość neoklasycznych detali, a marmurową fasadę zastąpiono wapiennymi panelami. Zarejestrowany jako zabytek narodowy 29 stycznia 1972 r. i wpisany 2 czerwca 1978 r. do Narodowego Rejestru Miejsc Historycznych.

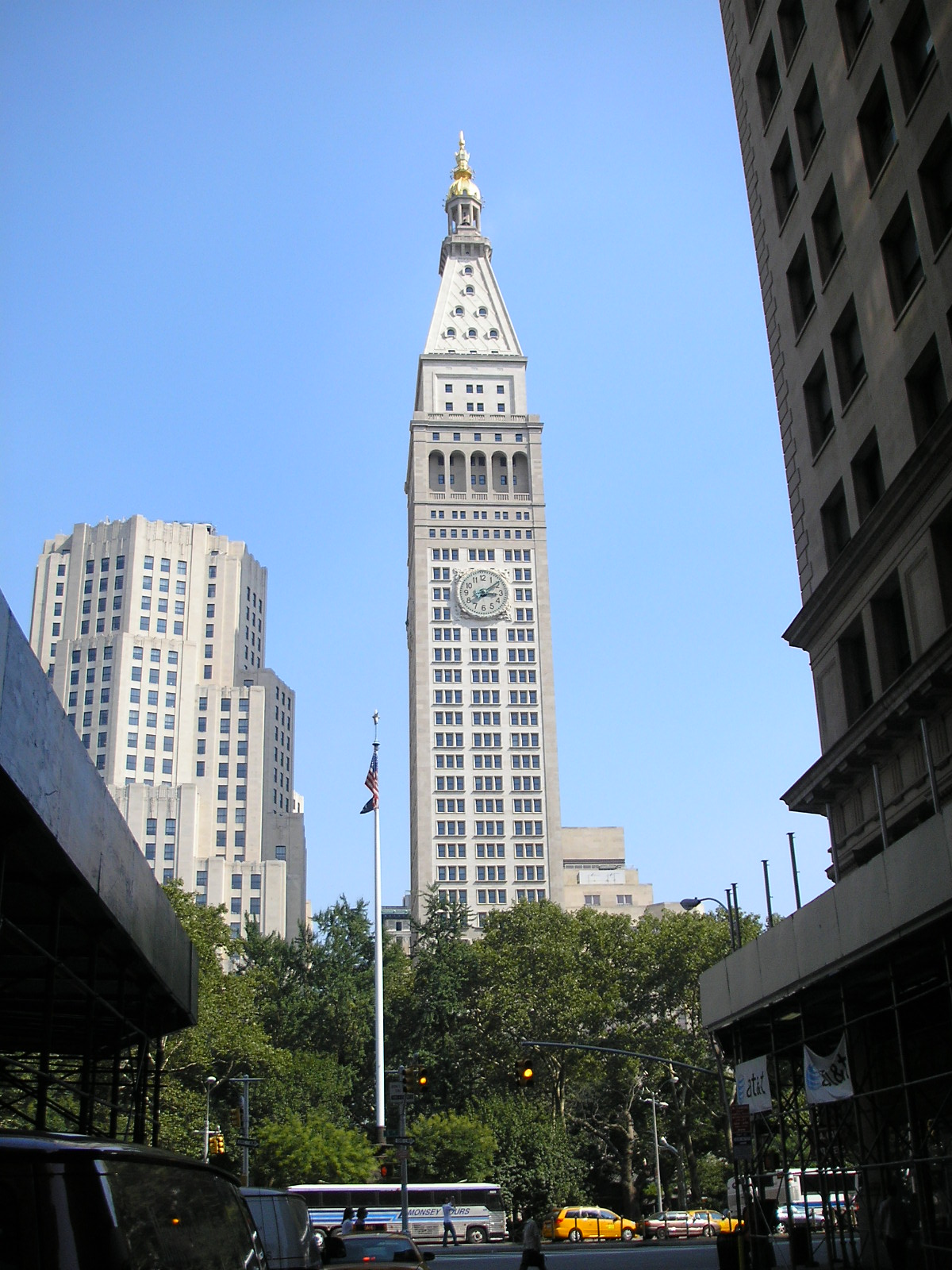
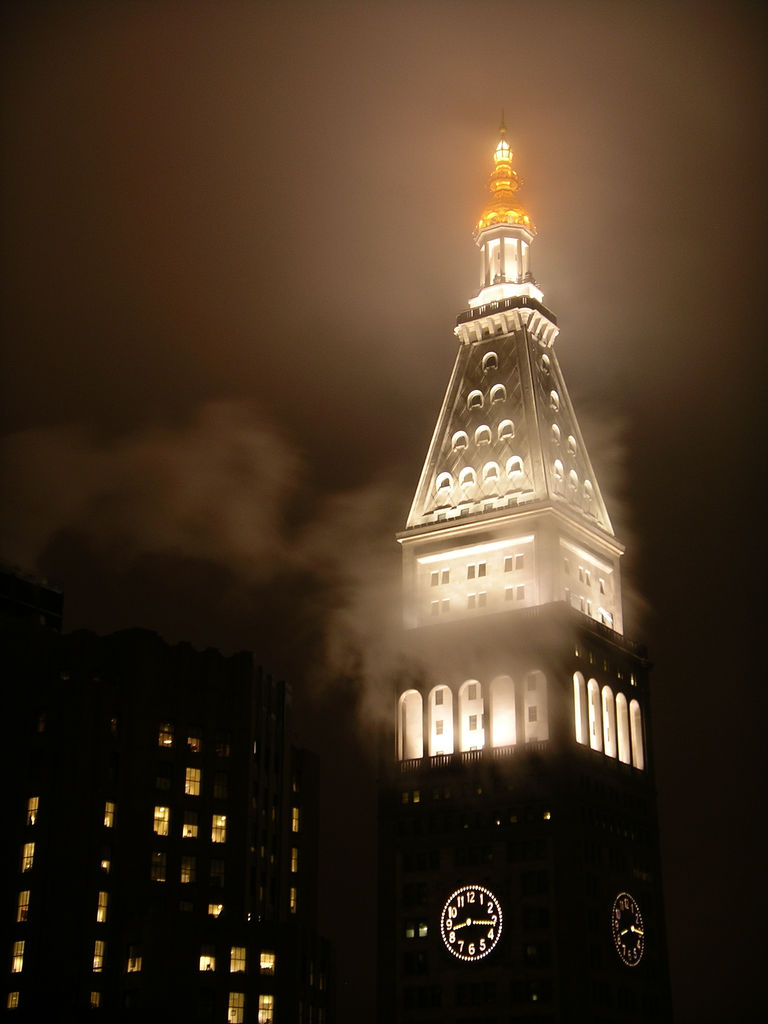
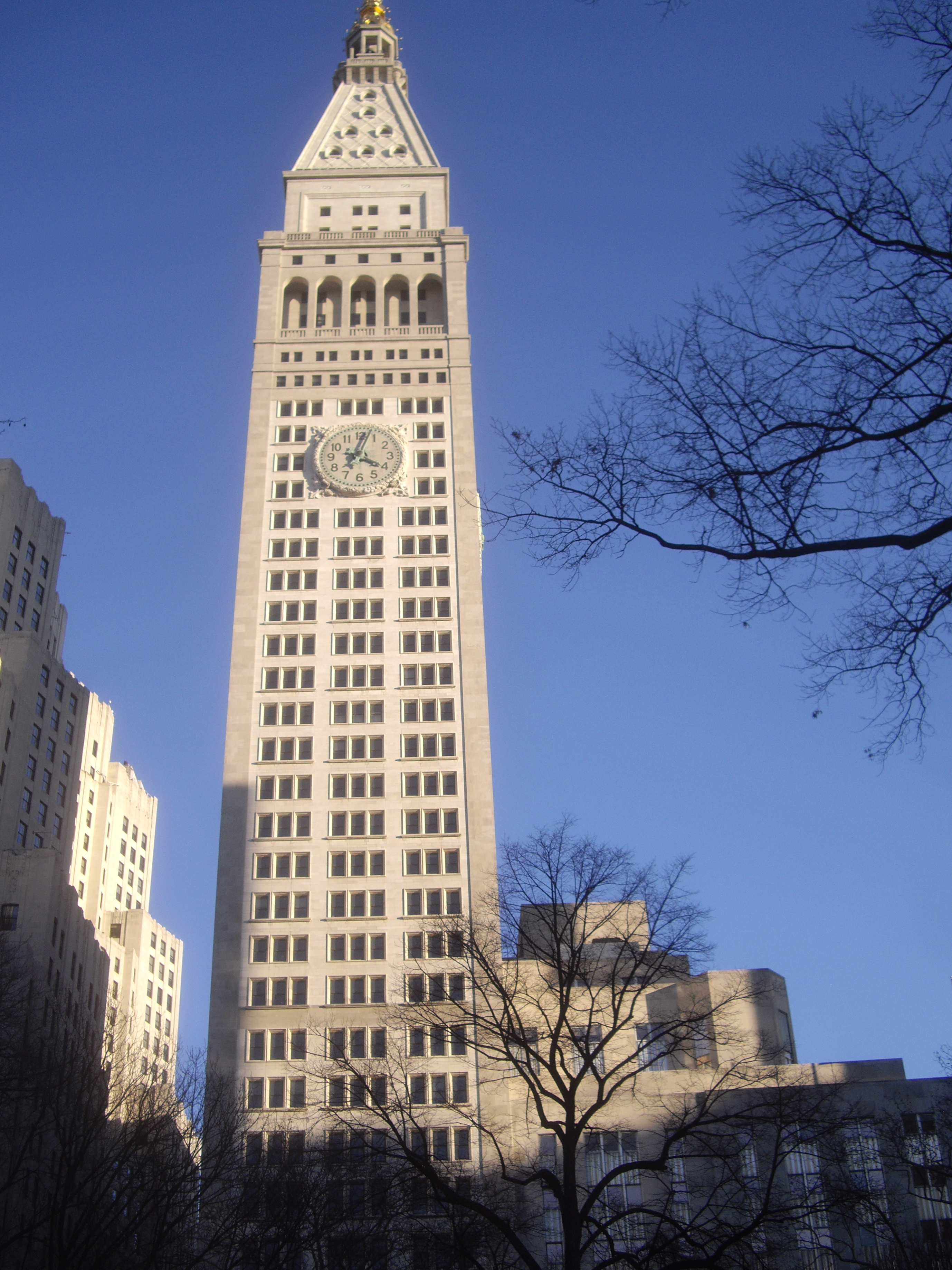
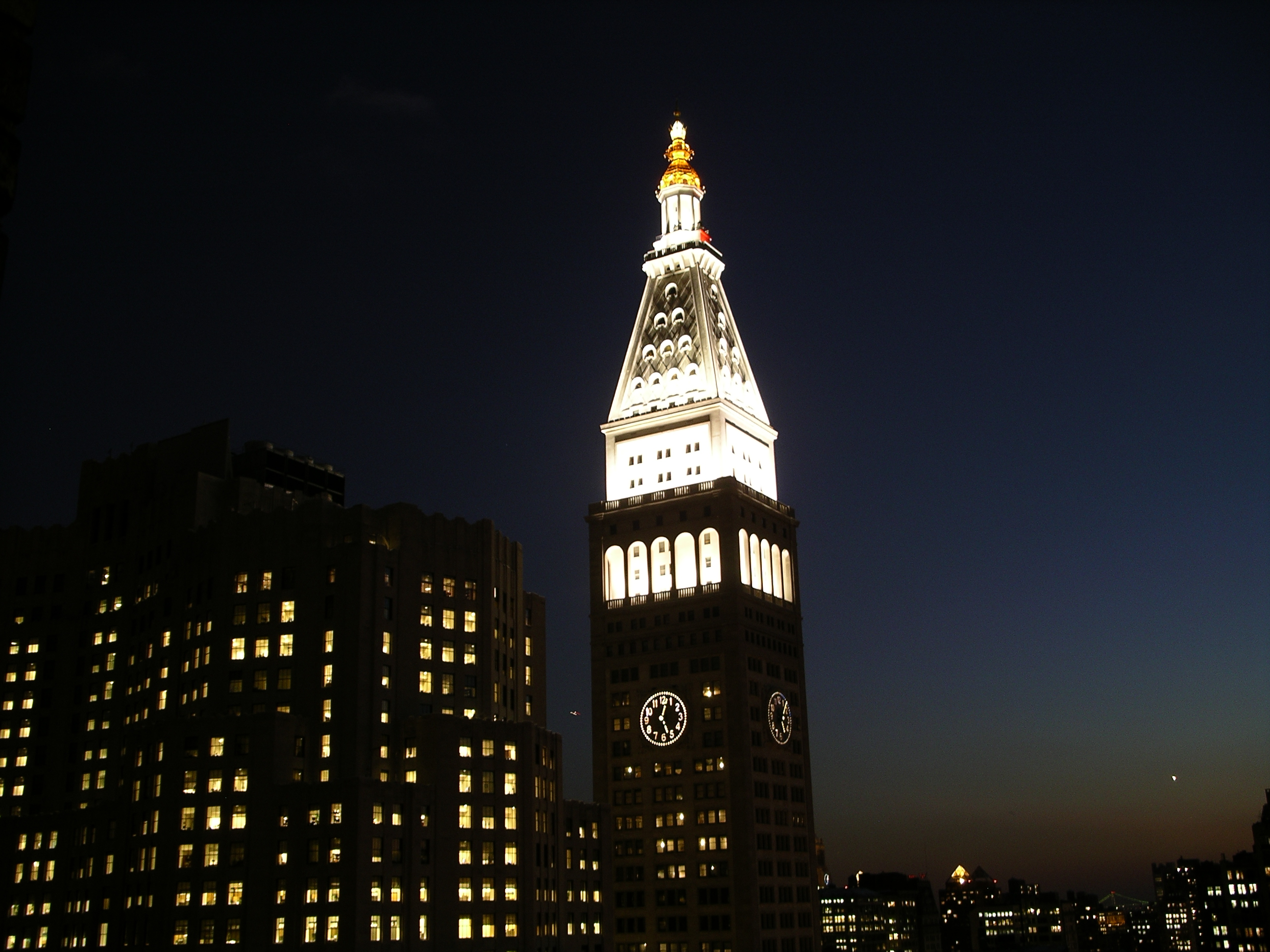